# El mapa y el territorio
El mapa y el territorio es la quinta novela del escritor francés Michel Houellebecq, publicada el 4 de septiembre de 2010 por Ediciones Flammarion. El título de la obra fue inspirado por la frase de Alfred Korzybski, el mapa no es el territorio y su narración gira en torno a un exitoso artista francés. Fue publicada cinco años más tarde que su anterior novela, La posibilidad de una isla. El mapa y el territorio estuvo entre las novelas más esperadas y discutidas del 2010 en Francia. La primera impresión fue de 120 000 copias, según la propia editorial. Una traducción al español por Jaime Zulaika fue publicada en septiembre de 2011 por Editorial Anagrama. La novela recibió el premio Goncourt el 8 de noviembre de 2010 con siete (7) votos contra dos (2) frente a Apocalypse Bébé de Virginie Despentes.

## Sinopsis
La novela narra la vida personal y artística de Jed Martin, un artista francés ficticio que alcanza la fama mediante dos series de obras: la primera consistente en fotografías de mapas de carreteras Michelin; y la segunda, llamada «oficios», en pinturas realistas sobre diversas actividades profesionales. La novela narra la relación de Jed con su padre, un reconocido arquitecto, mientras este se encuentra ingresando en la tercera edad, así como la relación infructuosa de Jed con una hermosa ejecutiva rusa de la firma Michelin. Jed se vuelve increíblemente exitoso y rico repentinamente y se encuentra con Michel Houellebecq en Irlanda para solicitarle que escriba el texto del catálogo de una de sus exposiciones, así como para ofrecerle pintar su retrato como parte de la serie «oficios». Algunos meses más tarde, Michel Houellebecq es brutalmente asesinado, y Jed Martin colabora con el comisario Jasselin para desentrañar el crimen.

## Temas
En una entrevista televisada ofrecida por Houellebecq luego de ser galardonado con el premio Goncourt, este declaró que el tema principal de la novela es «nuevamente, la relación padre-hijo y la representación de la realidad mediante el arte». Además de al propio Houellebecq, la novela también incluye como personajes a otras celebridades del ambiente literario francés, como a Frédéric Beigbeder, Julien Lepers, y Jean-Pierre Pernaut.

## Acusación de plagio
La novela incorpora algunos fragmentos de la edición francesa de la Wikipedia sin mencionar la fuente, por lo tanto incumpliendo con los derechos Creative Commons bajo los cuales esta está escrita. Flammarion, su editorial, ha clarificado el asunto y mencionado que Houellebecq suele recurrir a textos provenientes de información existente así como diversos sitios web para utilizarlos como insumos en la escritura de sus novelas. Por ejemplo, la descripción de un oficial de policía en la novela es tomada de la información oficial del sitio del Ministerio de Interior de Francia; y el texto de un folleto turístico fue utilizado para la humorística descripción del hotel Carpe Diem.

## Premio Goncourt
Antes de ser galardonado con el premio, Houellebecq ya había participado en la competencia en dos ocasiones. Se trató de la primera vez desde 1980 que el premio fue otorgado a una novela publicada por Flammarion. Las palabras de Houellebecq luego de recibir el premio fueron: «Es una sensación extraña, pero estoy profundamente feliz» («C'est une sensation bizarre mais je suis profondément heureux»).